# Norfenefrina
Norfenefrina (DCI; também conhecido como meta-Octopamina, 3-Octopamina e 3,β-di-hidroxifenetilamina) é um agente adrenérgico usado como droga simpaticomimética e comercializado na Europa, Japão e México. Em conjunto com seu isômero estrutural, a p-octopamina e e as tiraminas, a norfenefrina é uma amina traço endógena de ocorrência natura e que atua no cérebro como  neurotransmissor secundário.